# Christoph Preiß

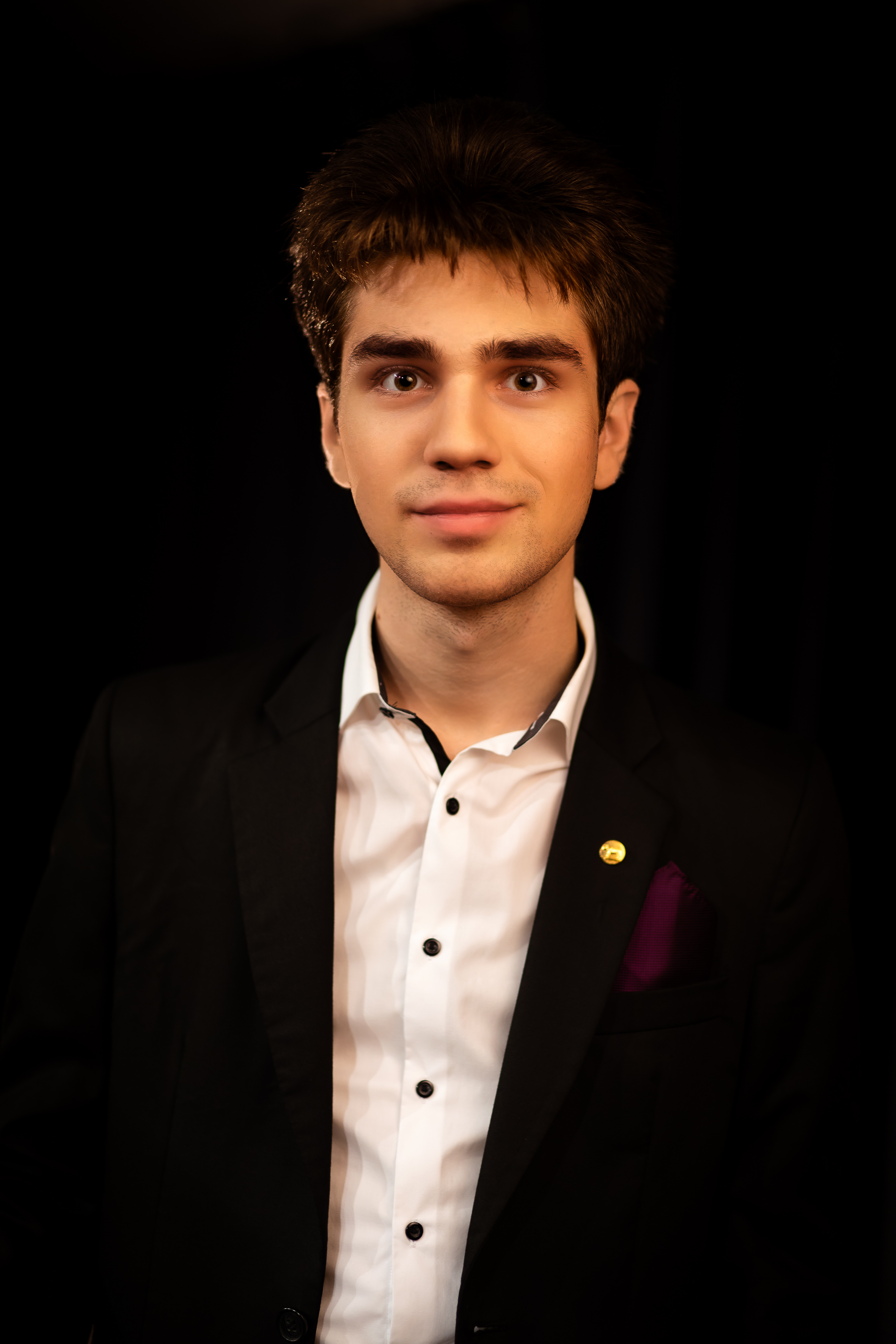
Christoph Preiß (2023)

Christoph Preiß (* 13. April 2001 in Regensburg) ist ein deutscher Pianist, Organist und Kirchenmusiker.

## Leben und Wirken
Christoph Preiß stammt aus Tegernheim im Landkreis Regensburg. Im Alter von fünf Jahren begann er Klavier zu spielen und erlernte zudem als Achtjähriger die Grundlagen des Orgelspiels bei Markus Rupprecht. Preiß besuchte die Grundschule seines Heimatortes, wo er und seine Familie Mitglieder der 1985 gegründeten Kolpingsfamilie Tegernheim sind. Von 2011 bis 2019 bekam er als Sänger der Regensburger Domspatzen am Musikgymnasium sowie als Jungstudent an der Hochschule für Katholische Kirchenmusik und Musikpädagogik Regensburg bei Franz Josef Stoiber (Orgel) eine umfassende musikalische Ausbildung und war seitdem auch Klavierschüler von Franz Hummel, der zu seinem langjährigen Mentor wurde und seine musikalische Entwicklung maßgeblich beeinflusste. Seine erste Klavier-CD erschien bereits im Alter von 12 Jahren.
Nach dem Abitur studierte Christoph Preiß an der Hochschule für Musik Würzburg als Doppelstudium die Hauptfächer Klavier (Bernd Glemser) und Orgel (Christoph Bossert) sowie das Nebenfach Cembalo (Ralf Waldner), legte 2023 die Bachelor-Abschlüsse jeweils mit Note „sehr gut“ ab, und führt seitdem die Ausbildungen in Masterstudiengängen fort. 2024 absolvierte er dort auch das Bachelor-Examen in katholischer Kirchenmusik und befindet sich seither im entsprechenden Masterstudiengang (Chorleitung bei Benedikt Haag, Orgel seit März 2025 bei Jan Doležel). Künstlerische Impulse erhielt er auch in Meisterkursen bei Inge Rosar, Nina Tichman (Klavier), Gunther Rost, Martin Sander (Orgel) sowie Thierry Escaich, Tomasz Adam Nowak, Wolfgang Seifen, Martin Sturm und Sietze de Vries (Orgelimprovisation).
Preiß ist seit November 2022 Kirchenmusiker der Pfarrei St. Georg Painten und übernimmt neben langjährigen Organistendiensten in seiner Heimatpfarrei in Tegernheim seit 2024 regelmäßig Vertretungsdienste am Würzburger Kiliansdom. Seit Anfang 2025 ist er zudem Assistent von Matthias Göttemann bei der Kantorei Haßberge und dem Oratorienchor Würzburg.
Christoph Preiß wurde vom Kulturförderverein der Regensburger Domspatzen e. V. (2013) und der Hildegard-Schmalzl-Musikstiftung Regensburg (2015) gefördert und ist seit Studienbeginn Stipendiat des von der Studienstiftung des deutschen Volkes durchgeführten Max-Weber-Programms.

## Konzerttätigkeit

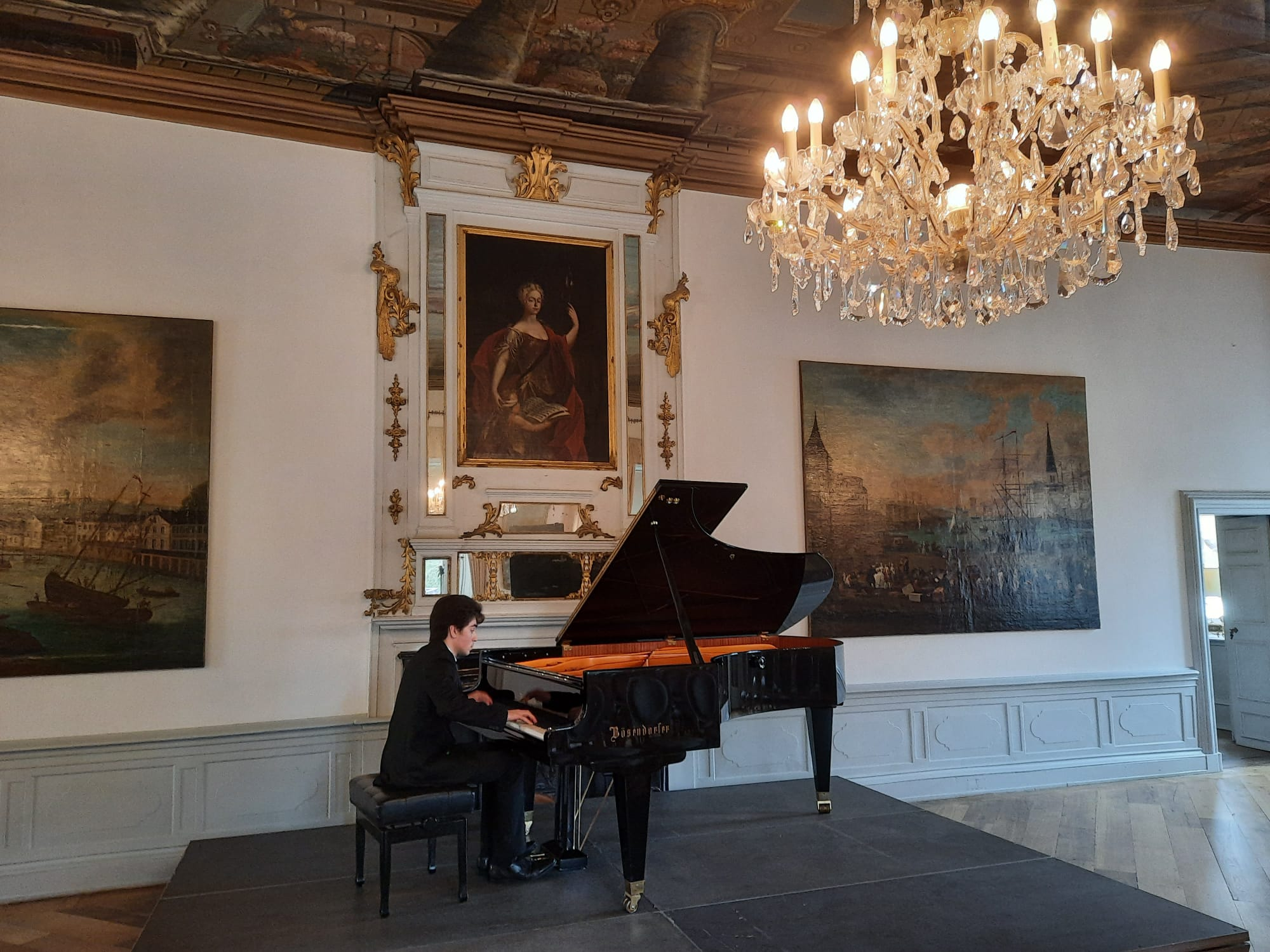
Christoph Preiß am Flügel bei den Dycker Schlosskonzerten 2023

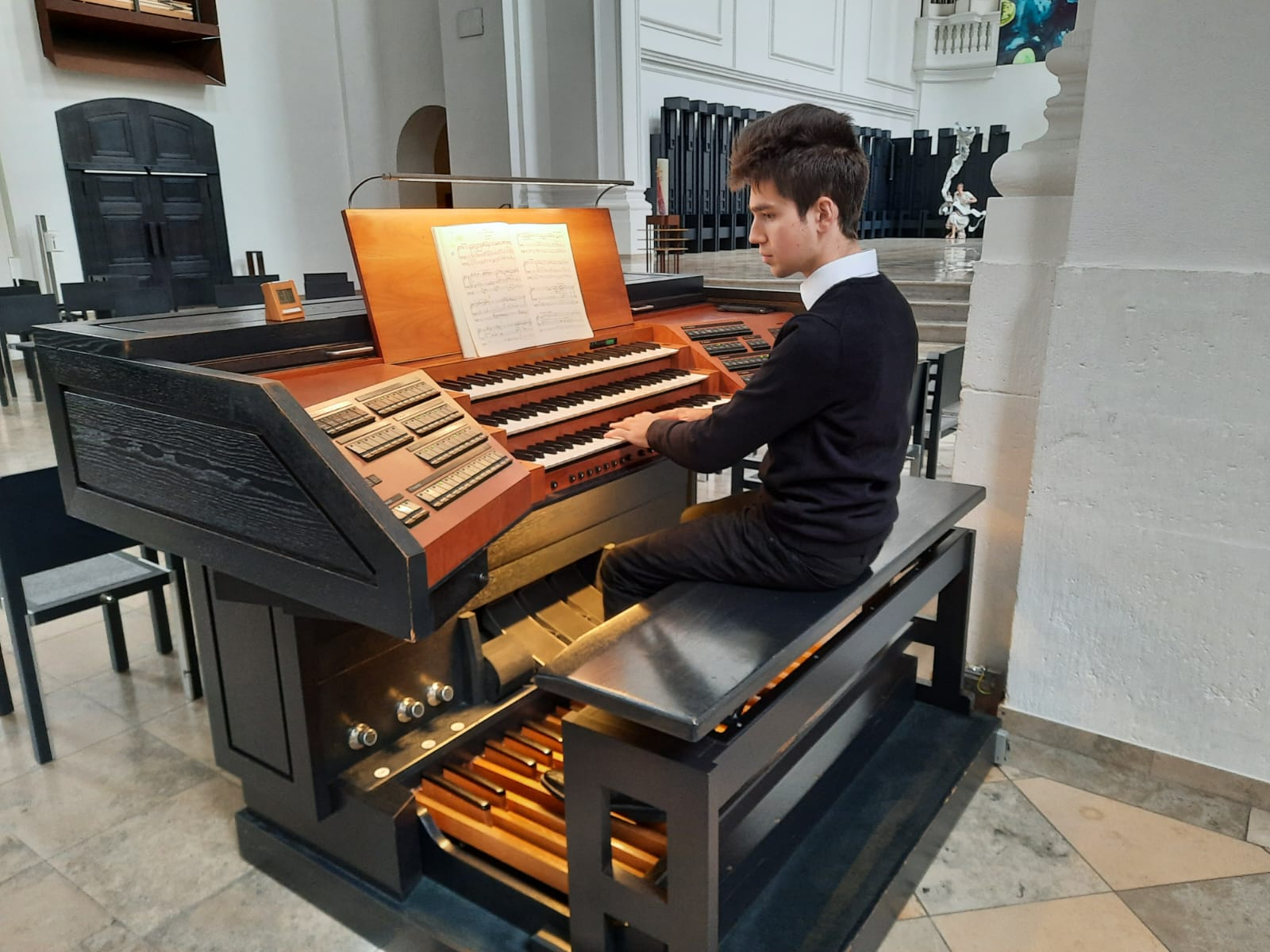
… am mobilen Spieltisch der Klais-Orgel der Augustinerkirche Würzburg (2024)

Sein erstes Klavierkonzert gab Christoph Preiß als Elfjähriger im Fuchsstadel Riedenburg. Die weitere Konzerttätigkeit als Pianist und Organist führte ihn zu Festivals wie den Würzburger Bachtagen, den Max-Reger-Tagen Weiden, dem Beethoven-Festival 2018 in Budapest-Budavár, den Schlosskonzerten auf Schloss Dyck  und als Einspringer zum Beethovenfest Bonn. Er konzertierte auch im Münchner Künstlerhaus am Lenbachplatz, im Konzerthaus Blaibach, im Kiesel im k42 Friedrichshafen, im ARTO∩ICO∩ Unterlaichling sowie im Regensburger Dom, der Alten Kirche des Collegium Leoninum Bonn (Flügel und Orgel; Gesprächskonzert), der Weihnachtskirche Berlin-Haselhorst, in St. Andreas Karlstadt und anlässlich der Casteller Orgelwoche in St. Johannes ebenda. Er arbeitete unter anderem mit dem Bachchor Würzburg, dem Bachkantatenclub Würzburg, dem Konzertchor der Regensburger Domspatzen (als Begleiter an Flügel und Orgel sowie eigenen Beiträgen) sowie der Münchner Kammerphilharmonie dacapo zusammen. Ebenso tritt er in Kammermusikformationen und am Cembalo auf. Preiß widmet sich auch der Orgelimprovisation. Mit Benefizkonzerten engagiert er sich regelmäßig für soziale Projekte.
Die 33 Hercher-Variationen für Klavier von Franz Hummel spielte Christoph Preiß sowohl als Erstaufführung vor geschlossener Gesellschaft (2019 und 2021) als auch im November 2023 als (zeitlich bedingt teilweiser) Uraufführung in der Drei-Burgen-Halle Riedenburg. Die Ersteinspielung dieses Werks hatte er bereits 2020 vorgelegt.
Beim hochschulöffentlichen Seminar „Experimentierfeld Konzertsaalorgel“ der Kompositions- und Orgelklassen der HfM Würzburg im November 2022 übernahm Preiß die erste Aufführung des für die Klais-Orgel der Hochschule geschriebenen Orgelwerks Falquée du songe von Guy Olivier Ferla, das er in Kontakt mit dem Komponisten erarbeitet hatte.
Bei der Internationalen Max-Reger-Orgelakademie 2023 der HfM Würzburg in der Stadtkirche Giengen an der Brenz spielte Preiß im Rahmen der thematischen „Musikalischen Feierstunden“ die beiden Reger’schen Großwerke Variationen und Fuge über ein Originalthema fis-Moll op. 73 und Variationen und Fuge über ein Thema von Joh. Seb. Bach op. 81 an Orgel und Flügel.

## Repertoire
Klavier, Kammermusik und Klavierkonzerte

Werke von J. S. Bach (darunter das Wohltemperierte Klavier), Dussek, Mozart, Beethoven, Schubert, Mendelssohn Bartholdy, Chopin, C. Schumann, R. Schumann, Liszt, Brahms, Reubke, Tschaikowski, Grieg, Debussy, Satie, Skrjabin, Ravel, Rachmaninoff, Reger, de Falla, Bloch, Turina, Prokofjew, Hindemith, Chatschaturjan, Ligeti und Hummel.

Orgel

Werke von Frescobaldi, Steigleder, Scheidemann, Froberger, Weckmann, Muffat, Buxtehude, Bruhns, Couperin, Bach (u. a. Triosonaten, Leipziger Choräle, 3. Teil der Clavierübung), Mozart, Mendelssohn Bartholdy, Schumann, Ritter, Liszt, Franck, Brahms, Reubke, Saint-Saëns, Rheinberger, Widor, La Tombelle, Renner jun., Vierne, Reger (mit u. a. den meisten der großen Orgelwerke), Dugan, Karg-Elert, Dupré, Langlais, Messiaen, Litaize, Alain, Berio, Eben, Ligeti, Schneider, Bossert, Ferla und Hensel.

## Preise und Auszeichnungen
- 2013: „Mensch des Jahres 2013“ des Fernsehsenders TVA[4]
- 2014: 2. Preis Klavier solo beim Bundeswettbewerb Jugend musiziert[38]
- 2015: 1. Preis Orgel solo beim Bundeswettbewerb Jugend musiziert[39]
- 2017: 3. Preis Klavier solo beim Bundeswettbewerb Jugend musiziert
- 2017: Sonderpreis der EKD (jüngster Teilnehmer in der Wertung Orgelimprovisation bei Jugend musiziert 2017)[21]
- 2018: 1. Preis Orgel solo beim Bundeswettbewerb Jugend musiziert[40]
- 2018: Jugendkulturpreis des Landkreises Regensburg[4]
- 2018: Musikpreis der Stadt Regensburg[41]
- 2022: Förderpreis der Jury beim 1. Internationalen Onlinewettbewerb für Orgelimprovisation der Bach Biennale Weimar[42]
- 2023: 2. Preis beim Wettbewerb um den Förderpreis des Steinway-Hauses Frankfurt am Main[43]
- 2024: 2. Preis bei der bach impro competition 2024 „In Bachs Haus“ (2. Onlinewettbewerb für Orgelimprovisation) der Bach Biennale Weimar[44]
- 2025: 1. Preis (Hubert-Beck-Preis) beim Internationalen Wettbewerb für Orgelimprovisation des Festivals Europäische Kirchenmusik Schwäbisch Gmünd[45]

## Kompositionen
- Orientalische Fantasie (2011; Klavier)[5]
- Kadenz zu Mozarts Klavierkonzert A-Dur KV 488 (2012)[5]
- Missa Sancti Georgii (Chor SATB o. SA, Orgel ad lib.; 2024)[46]

## Diskografie
- Christoph Preiß, 12, Piano: Beethoven, Mozart, Schubert, Preiß. TYXart 2014[5] (Debüt-CD)
- Christoph Preiß, 14, Piano: Beethoven, Liszt, Grieg, Preiß. TYXart 2016[47]
- Christoph Preiß, 16, Piano: Bach, Beethoven, Tschaikowsky. TYXart 2018[48]
- Franz Hummel: 33 Hercher Variations. TYXart 2020[32] (Ersteinspielung)